# Премія імені Тараса Шевченка Київського національного університету імені Тараса Шевченка
Премія імені Тараса Шевченка Київського національного університету імені Тараса Шевченка – премія за наукові досягнення членів колективу університету

Тарас Шевченко біля Червоного корпусу Київського університету

## Мотиви присудження
- за вагомі наукові дослідження, які сприяють розвитку гуманітарних та природничих наук, утверджують високий авторитет університетської науки на міжнародному рівні;
- за цикл наукових праць, монографій, книг, статей;
- за підручники та навчальні посібники;
- за наукові праці з актуальних проблем у певній галузі науки (аспіранти і студенти можуть подавати рукописи і праці обсягом не менше двох друкованих аркушів).

Премію імені Тараса Шевченка Київського національного університету імені Тараса Шевченка присуджує Вчена рада університету.

Пріоритет надається науковим працям, монографіям, книгам, підручникам та навчальним посібникам, опублікованим державною мовою.

## Хто може бути претендентом на премію
Щороку присуджують десять Премій імені Тараса Шевченка Київського національного університету імені Тараса Шевченка, в тому числі:
- дві – викладачам та науковим співробітникам за наукові праці, монографії;
- дві – викладачам та науковим співробітникам за підручники, навчальні посібники;
- дві – молодим ученим (кандидатам, докторам наук віком до 35 років);
- дві – аспірантам;
- дві – студентам.

В кожній номінації одну премію присуджують представникам природничих факультетів і одна – представникам гуманітарних факультетів.

Колектив претендентів, робота якого висувається на здобуття Премії імені Тараса Шевченка Київського національного університету імені Тараса Шевченка, не може перевищувати трьох осіб і повинен включати лише осіб, які були безпосередніми учасниками виконання роботи і є співробітниками університету.

Лауреатам Премії імені Тараса Шевченка Київського національного університету імені Тараса Шевченка за наявності визначних досягнень можуть повторно присуджувати Премію імені Тараса Шевченка Київського національного університету імені Тараса Шевченка за нові роботи, але не раніше, як за п’ять років після попереднього присудження.

Не допускається включення до колективу претендентів осіб:
- які виконували тільки адміністративні, консультативні та організаційні функції;
- що відзначені за цю роботу іншою премією наукових установ та організацій, державної нагороди України;
- які включені до колективу претендентів за іншу роботу, висунуту на здобуття Премії імені Тараса Шевченка Київського національного університету імені Тараса Шевченка.

До розгляду не приймаються:
- наукові праці та підручники, якщо їх опубліковано у завершеному вигляді менше, ніж за шість місяців до висунення;
- роботи, вже удостоєні інших премій установ і організацій, Державної премії України або інших країн.

## Порядок висування та представлення робіт
Висування та представлення робіт на здобуття премії проводяться Вченими радами факультетів, кафедрами. 
Робота може бути висунена і особисто авторами.

Рішення про висунення роботи або монографії на здобуття премії приймається відкритим голосуванням на засіданні Комісії Вченої ради університету з питань науки (за наявності кворуму) після попереднього громадського обговорення робіт і творчого внеску претендентів.

## Документи, які подаються при висуненні на премію
- витяг з протоколу засідання Вченої ради факультету/інституту (1 прим.);
- мотивоване подання, у якому вказується точна назва роботи, час її початку та закінчення, наукова значущість, масштаби реалізації, техніко-економічні показники та їх порівняння з найкращими вітчизняними і зарубіжними аналогами, досягнутий економічний ефект (1 прим.);
- реферат (1 прим.);
- анотація наукової праці (2 прим.);
- перелік публікацій, які входять до наукової праці, із зазначенням, коли і де їх опубліковано (1 прим.);
- відгуки провідних учених на роботу (1 прим.);
- відомості про претендента: прізвище, ім’я та по батькові; рік народження; який навчальний заклад і коли закінчив; спеціальність, науковий ступінь та вчене звання; місце роботи, посада, телефон для оперативного зв’язку;
- наукова праця або цикл наукових праць (монографій, книг, статей);
- студенти та аспіранти можуть подавати рукописи і праці обсягом не менше двох друкованих аркушів з важливих наукових проблем у певній галузі;
- копія паспорту.

У поданих документах не допускається скорочення назв кафедр, де працюють претенденти, імен та по батькові й інших назв (особливо в анотаціях робіт), нерозшифрованих раніше. Роботи, оформлені з порушенням зазначених вимог, до розгляду не приймаються.

## Розмір премії
Розмір Премії імені Тараса Шевченка Київського національного університету імені Тараса Шевченка визначається кожного року ректором.

## Контактна інформація
Всі матеріали і роботи щодо конкурсу приймаються за адресою:

м. Київ, проспект Академіка Глушкова, 2, корпус ННЦ «Інститут біології», кім. 242